# Chionanthus pygmaeus
Chionanthus pygmaeus är en syrenväxtart som beskrevs av John Kunkel Small. Chionanthus pygmaeus ingår i släktet Chionanthus och familjen syrenväxter. Inga underarter finns listade i Catalogue of Life.

## Bildgalleri

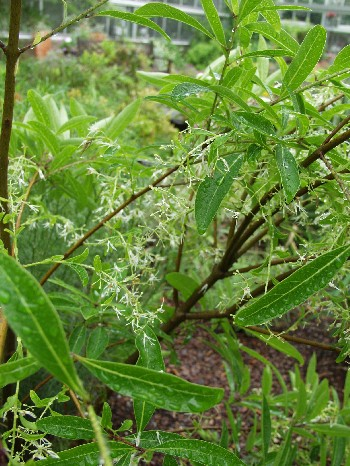